# Антропофагия
Антропофагията (от гръцки: ἄνθρωπος – „човек“ и φαγία – „консумирам“) е канибалска практика на изяждане на хора от хора, т.е. самоизяждането на човешка плът.
Антропофагията е форма на канибализъм, но се отнася само за и до homo sapiens. Различаваме ендоканибализъм (endocannibalism), т.е. самоизяждане между членове на дадена човешка общност и ексоканибализъм (exocannibalism) за означение на онези (войни) които ядат членовете на друга група от хора.